# 100k on a Coupe
100k on a Coupe è un singolo del rapper statunitense Pop Smoke pubblicato il 13 dicembre 2019. Il brano vede la partecipazione del rapper statunitense Calboy.

## Tracce
1. 100k on a Coupe (feat. Calboy) – 1:57